# Giufà
Giufà, chiamato a volte anche Giucà, è un personaggio letterario della tradizione orale popolare della Sicilia e giudaico-spagnola. Un personaggio analogo ricorre anche, con nomi diversi, in altre tradizioni regionali: Giufà e Jugale in Calabria, Vardiello in Campania, Giuccamatta in Toscana, Ciuccianespole in Umbria, Tinè a Ragusa.
Nella letteratura scritta egli compare, in modo compiuto, nell'opera dell'etnologo Giuseppe Pitrè (1841-1916), celebre studioso di tradizioni popolari e di folclore siciliano tra la fine dell'Ottocento e l'inizio del Novecento, che ne raccolse e riprese le storie popolari diffuse in varie parti della Sicilia. La prima comparsa nella tradizione scritta risale almeno al 1845, quando il personaggio è attestato in un adattamento in lingua italiana di una storia di Venerando Gangi (1748-1816), favolista siciliano.

## Il personaggio nelle sue varianti siciliana e giudaico-spagnola

### Tradizione siciliana
Giufà è un personaggio privo di qualsiasi malizia e furberia, credulone, facile preda di malandrini e truffatori di ogni genere.
Nella sua vita gli saranno rubati o sottratti, in modo truffaldino e con estrema facilità, una pentola, un maiale, un pollo arrosto, un asino, una gallina, un tacchino.
L'iperbolica trama descritta dal Pitré prende spunto da fatti realmente ricorrenti nelle campagne del palermitano, quando ladri e imbroglioni ricorrevano a promesse allettanti avanzate a ragazzi (che mai avrebbero mantenuto) per ottenerne in cambio prelibatezze sottratte alla campagna o alle dispense dei loro genitori.
Un esempio della tipica stoltezza del personaggio si ha nell'episodio "Giufà, tirati la porta" nel quale sua madre gli ricorda: "Quando esci, tirati dietro la porta" (nel senso di "accosta, chiudi, la porta"). Ma il giovane prende alla lettera l'invito e, anziché chiudere la porta, la scardina e se la porta con sé a messa. Giufà è un bambino, molto ignorante, che si esprime per frasi fatte e che conosce soltanto una certa tradizione orale insegnatagli dalla madre. Nelle sue avventure egli si caccia spesso nei guai, ma riesce quasi sempre a uscirne illeso, spesso involontariamente. Giufà vive alla giornata, in maniera candida e spensierata, incurante di un mondo esterno che pare sempre sul punto di crollargli addosso. Personaggio creato in chiave comica, caricatura di tutti i bambini siciliani, Giufà fa sorridere, con le sue incredibili storie di sfortuna, sciocchezza e saggezza, ma ha anche il gran merito di far conoscere meglio la cultura dominante in Sicilia tra la fine dell'Ottocento e l'inizio del Novecento.

### Tradizione reggina
Giufà è ben radicato nella tradizione popolare di Reggio Calabria, storicamente di lingua e cultura siciliana, dove è descritto come un fessacchiotto che però, al momento opportuno, tira fuori gli artigli. In buona sostanza nell'accezione reggina Giufà riacquista i caratteri della tradizione giudaico-spagnola e diventa paradossale: scaltro e sciocco, abile e pasticcione, coraggioso e vigliacchetto, laborioso ed infingardo, sincero e bugiardo, pronto ad assumere connotazioni diverse a seconda delle circostanze. Conosciutissimo e amatissimo dal popolo, ne diventa l'alter ego, l'unica vera maschera del territorio insieme a Giangurgolo. A Reggio la sua storia si accresce con le storielle dei rapporti con la "Fata Morgana" che, come tutti sanno, dimora nello Stretto.

### Tradizione giudaico-spagnola
Nella tradizione giudaico-spagnola Giufà è un ragazzo intelligente e stupido, furbo e credulone, onesto e disonesto, triste e allegro, povero e ricco, credente e miscredente. Lo si ritrova in ogni situazione possibile: realistica, fantastica, assurda. Non sa comprare nemmeno un pomodoro ma sa vendere una pecora brutta e magra a un prezzo favoloso. È figlio di un ricco ma non ha neppure una camicia. Non ha da mangiare ma nutre gli affamati. Insomma, è un saggio, ma di una saggezza che non si riconosce a prima vista. Giufà incarna anche il ribelle alle convenzioni sociali, il burlone che si fa gioco di tutto e di tutti, che irride l'autorità, la paura, la morte stessa; e in questa sua incontenibile, claunesca provocazione sta forse l'effetto catartico delle sue storie.

### Origini storiche
Sebbene la sua comparsa nella tradizione scritta siciliana risalga a tempi relativamente tardi (circa metà Ottocento), Giufà (o Giuchà o Jochà o G'ha) è, in realtà, l'eroe o l'antieroe, di una serie di storie popolari fiorite nel bacino del Mediterraneo e diffuse in particolare nel periodo della diaspora giudeo-spagnola e orientale: se le più antiche testimonianze risalgono, infatti, a racconti arabi anonimi del IX secolo (come dimostra lo stesso nome del ragazzino, che, nel dialetto palermitano, divenne l'abbreviativo di Giovanni), è nelle famiglie ebraiche di Turchia, Grecia, Bulgaria, regioni balcaniche dell'ex-Iugoslavia, Israele, Marocco, che le gesta eroicomiche di questa figura popolare si sono tramandate oralmente di generazione in generazione. Ancora oggi nei paesi del Maghreb sopravvivono cicli narrativi che hanno come protagonista Djeha (pron. giuà), che, con il siciliano Giufà, di sicuro condivide una medesima radice popolare.

### Nasreddin Khoja
Secondo alcuni, Giufà deriverebbe da un personaggio storico realmente esistito agli inizi dell'XI secolo d.C. nella penisola anatolica (l'attuale Turchia). Si tratterebbe della personalità piuttosto eccentrica di Nasreddin Khoja (Il Maestro Nasreddin), che nell'area culturale araba si sarebbe poi diffuso con il nome di Djeha o Jusuf, innestandosi poi nella tradizione siciliana come Giufà (da notare come, nella scrittura araba, le parole khoja (turco hoca) e djuha si scrivono in maniera molto simile: solo dei punti diacritici le tengono distinte).

## Lista degli episodi in cui Giufà è protagonista
- Il barbiere maldestro
- Giufà, tirati la porta!
- Giufà, la moglie e l'asino
- Giufà e il chiodo
- Giufà acquista il suo asino
- Giufà al mercato
- Giufà e i due briganti
- Giufà e i tre monaci
- Giufà e il principe poeta
- Giufà e la luna
- Giufà e la marmitta
- Giufà e la pentola in prestito
- Giufà e la statua di jissu
- Giufà e la sua tomba
- Giufà e le stelle
- Giufà e le uova
- Giufà e l'uomo asino
- Giufà fa il medico
- Giufà pittore di leoni
- Giufà venditore di seta
- L'asino di Giufà
- Le domande dei tre saggi
- Le uova
- Giufà e la giustizia
- Il suo asino contraddice Giufà
- Giufà e la chiave della cassaforte
- Giufà e la pezza di tila
- Giufà e il profumo dell'arrosto
- Giufà, il cristiano e l'ebreo
- Giufà e il secchio
- Giufà e l'otre

## Letteratura
Giufà è uno dei nomi dati a Gurdulù, il personaggio di "scemo del villaggio" e scudiero del cavaliere Agilulfo nel romanzo di Italo Calvino Il cavaliere inesistente, ambientato nella Francia carolingia.
Giufà è il protagonista di uno dei racconti de 'Il mare colore del vino, opera di Leonardo Sciascia. In questo racconto, intitolato Giufà e il cardinale, Giufà va a caccia; siccome gli è stato consigliato di sparare a un uccello rosso, scambia per esso il cappello di un cardinale e gli spara, uccidendolo, per poi portarlo alla mamma per cucinarlo. Dopo la sgridata della mamma, Giufà getta il corpo del cardinale in un suo pozzo. I poliziotti del posto cominciano a cercare il cardinale e sentono il fetore nel pozzo. Siccome nessuno di loro vuole scendere nel pozzo, Giufà si offre. Una volta calato nel pozzo, invece di legare il corpo del cardinale, lega un montone che aveva pure gettato nel pozzo.